# 159902 Gladstone
159902 Gladstone este o planetă minoră (asteroid) din centura de asteroizi. A fost descoperită pe 11 octombrie 2004 la Observatorul Național Kitt Peak de Marc Buie⁠(d). 
Obiectul prezintă o orbită caracterizată de o semiaxă mare de 2,4491160010757 UAi, o excentricitate de 0,23598718109371, o înclinație de 3,6558605821941 ° în raport cu ecliptica.